# Spoorlijn Morcenx - Bagnères-de-Bigorre
De spoorlijn Morcenx - Bagnères-de-Bigorre is een Franse spoorlijn van Morcenx-la-Nouvelle naar Bagnères-de-Bigorre. De lijn is 158,9 km lang en heeft als lijnnummer 652 000.

## Geschiedenis
De lijn werd in gedeeltes geopend door de Compagnie des Chemins de fer du Midi, van Morcenx naar Saint-Martin-d'Oney op 12 januari 1857, van Saint-Martin-d'Oney naar Mont-de-Marsan op 6 september 1857, van Mont-de-Marsan naar Riscle op 25 augustus 1859, van Riscle naar Tarbes op 24 september 1859 en van Tarbes naar Bagnères-de-Bigorre op 15 augustus 1862.
Personenvervoer tussen Mont-de-Marsan en Tarbes werd opgeheven op 12 oktober 1970 en tussen Tarbes en Bagnères-de-Bigorre op 25 september 1971. Goederenvervoer tussen Tarbes en Bagnères-de-Bigorre was er tot mei 1989 en tussen Mont-de-Marsan en Tarbes tot 27 juni 2011.

## Treindiensten
De SNCF verzorgt het personenvervoer op dit traject met TER treinen.
| Serie | Treinsoort | Route                                                                     | Bijzonderheden |
| ----- | ---------- | ------------------------------------------------------------------------- | -------------- |
| D 45  | TER (SNCF) | Bordeaux-Saint-Jean – Pessac – Ychoux – Morcenx – Mont-de-Marsan          |                |
| L 45  | TER (SNCF) | Bordeaux-Saint-Jean – Pessac – Facture-Biganos – Morcenx – Mont-de-Marsan |                |

## Aansluitingen
In de volgende plaatsen is of was er een aansluiting op de volgende spoorlijnen:
Morcenx
RFN 655 000, spoorlijn tussen Bordeaux-Saint-Jean en Irun
lijn tussen Morcenx en Saint-Julien-en-Born
Mont-de-Marsan
RFN 642 000, spoorlijn tussen Marmande en Mont-de-Marsan
RFN 644 000, spoorlijn tussen Nérac en Mont-de-Marsan
RFN 654 000, spoorlijn tussen Dax en Mont-de-Marsan
lijn tussen Luxey en Mont-de-Marsan
Riscle
RFN 643 000, spoorlijn tussen Port-Sainte-Marie en Riscle
Vic-en-Bigorre
RFN 647 000, spoorlijn tussen Bon-Encontre en Vic-en-Bigorre
Tarbes
RFN 650 000, spoorlijn tussen Toulouse en Bayonne

## Elektrische tractie
Door het gebrek aan steenkool in de regio werd het gedeelte van de lijn tussen Tarbes en Bagnères-de-Bigorre al in 1914 geëlektrificeerd met een wisselspanning van 12.000 volt 16⅔ hertz. Vanaf 1923 werd een gelijkspanning van 1500 volt toegepast. In 1973 is de bovenleiding weer afgebroken.

## Galerij

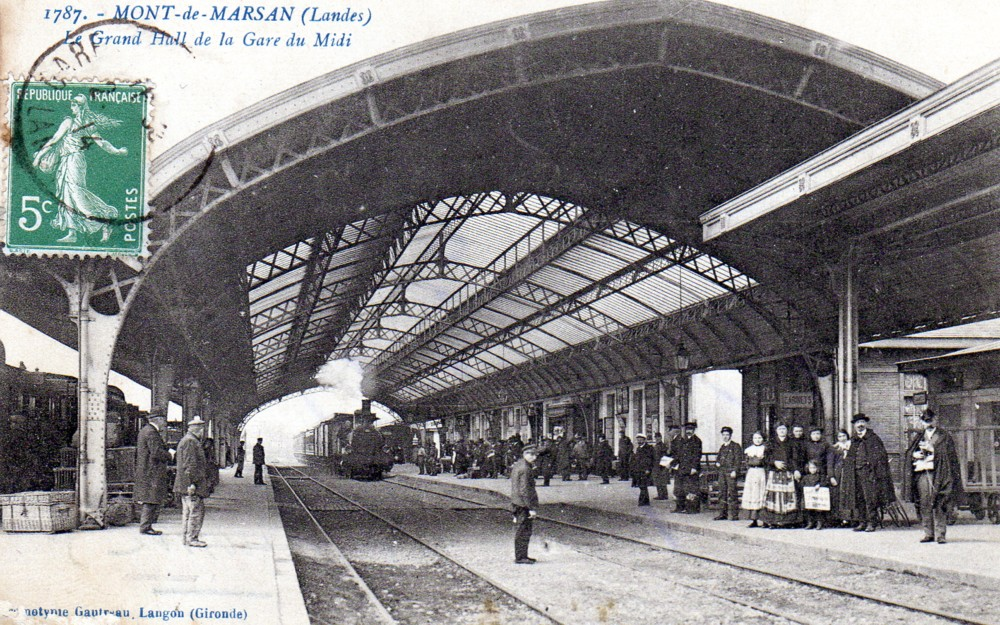
Station Mont-de-Marsan begin 20e eeuw.
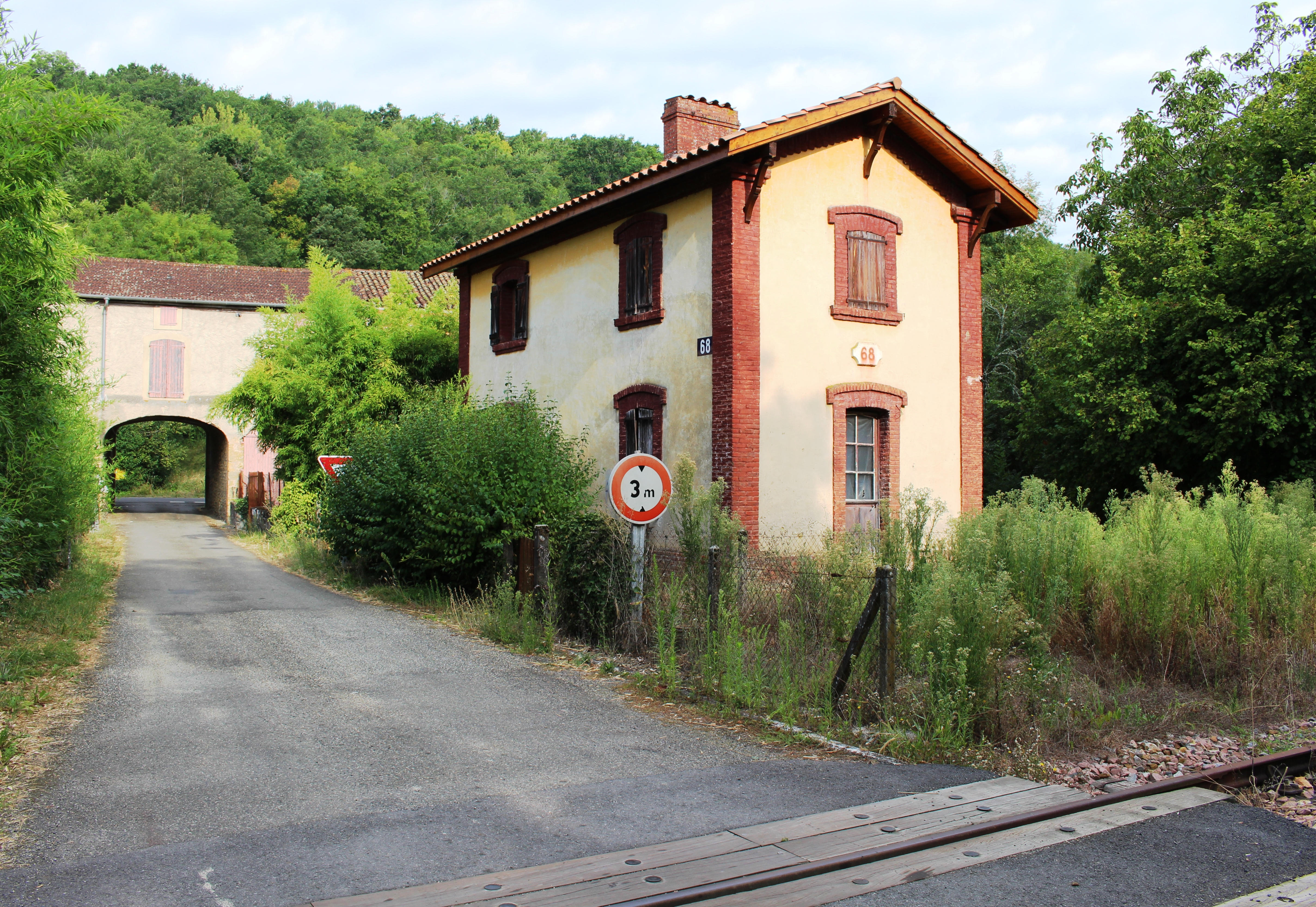
Overweg 68 bij Castelnau-Rivière-Basse.
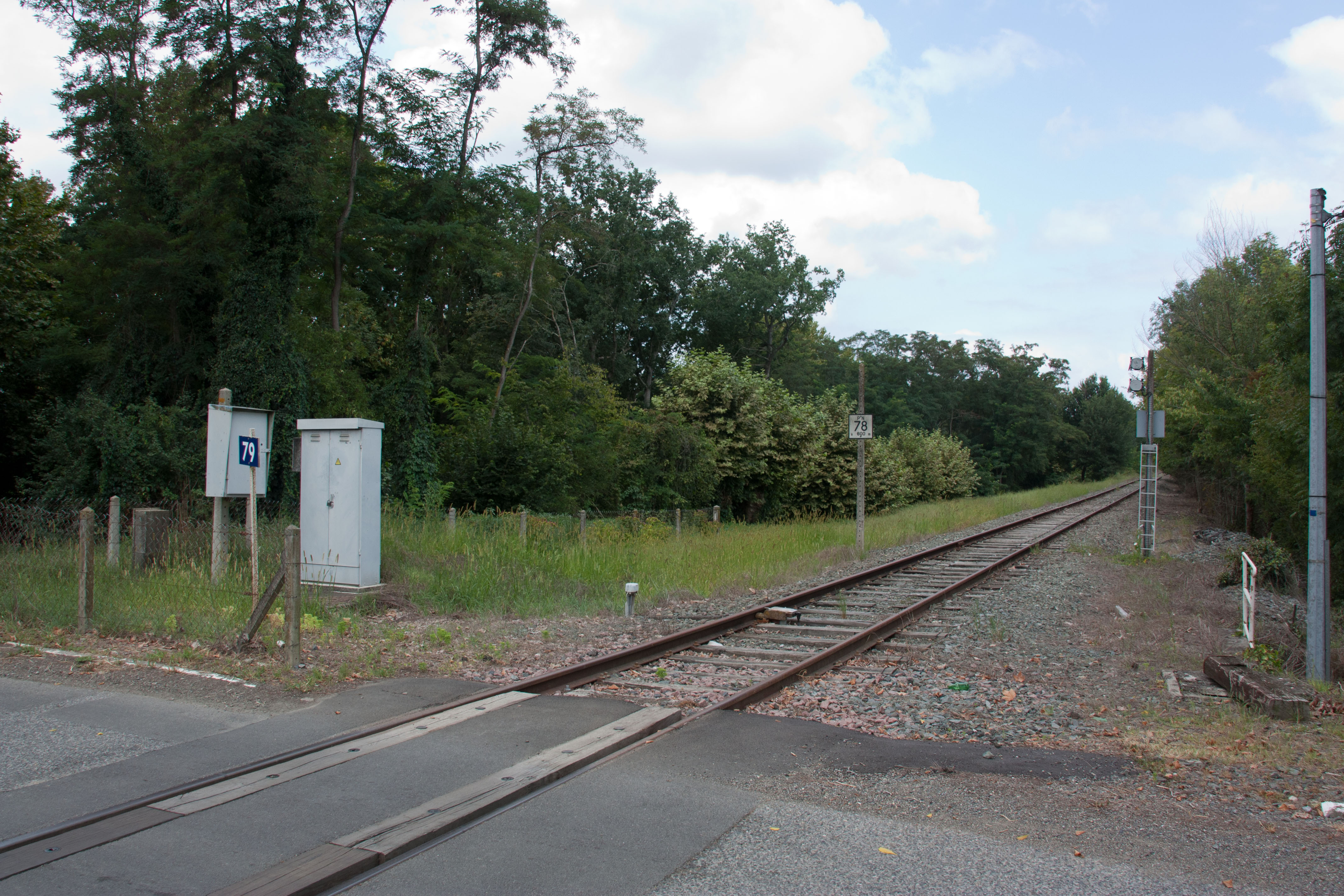
Overweg 79 bij Maubourguet.
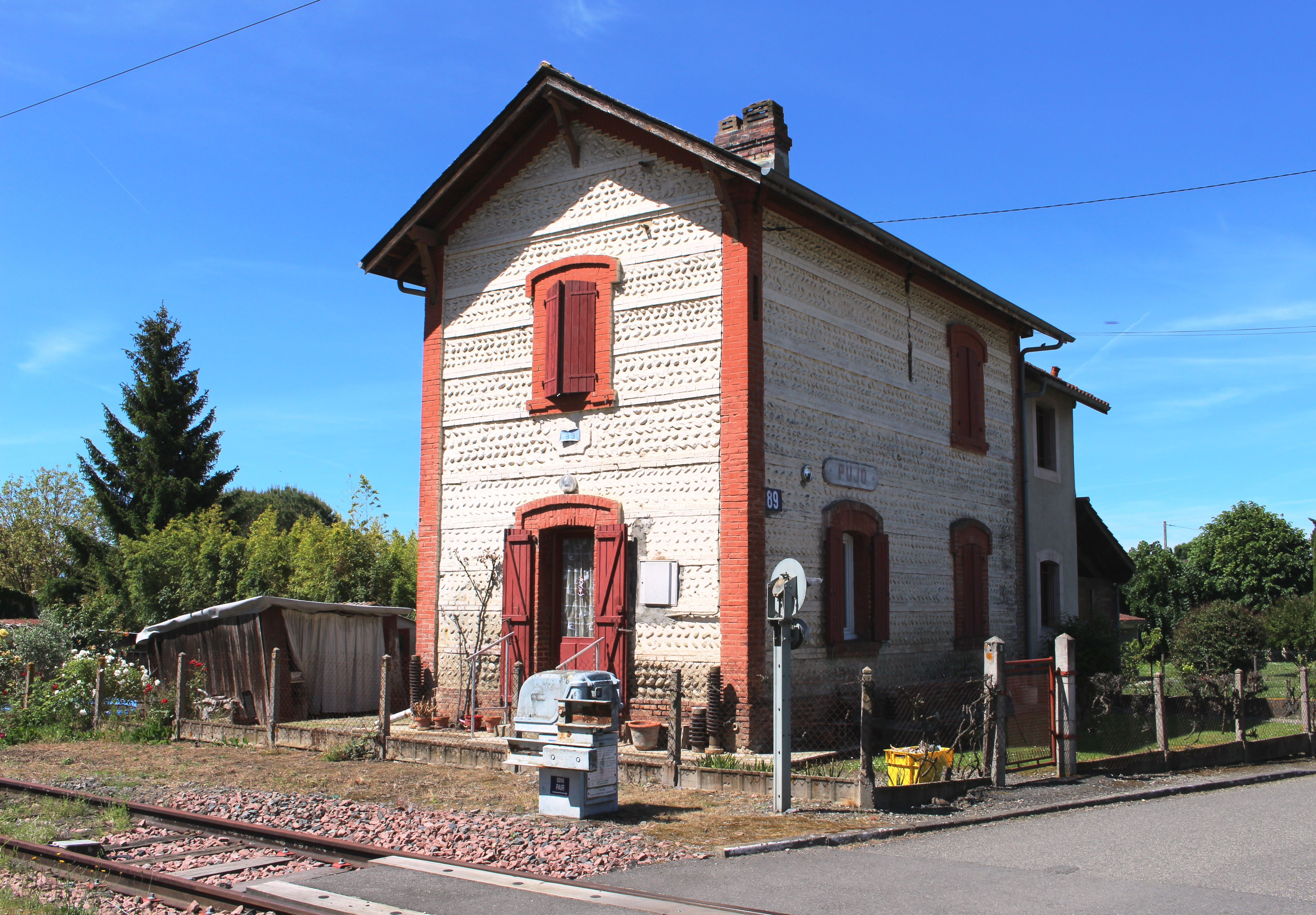
Overweg 89 bij Pujo.
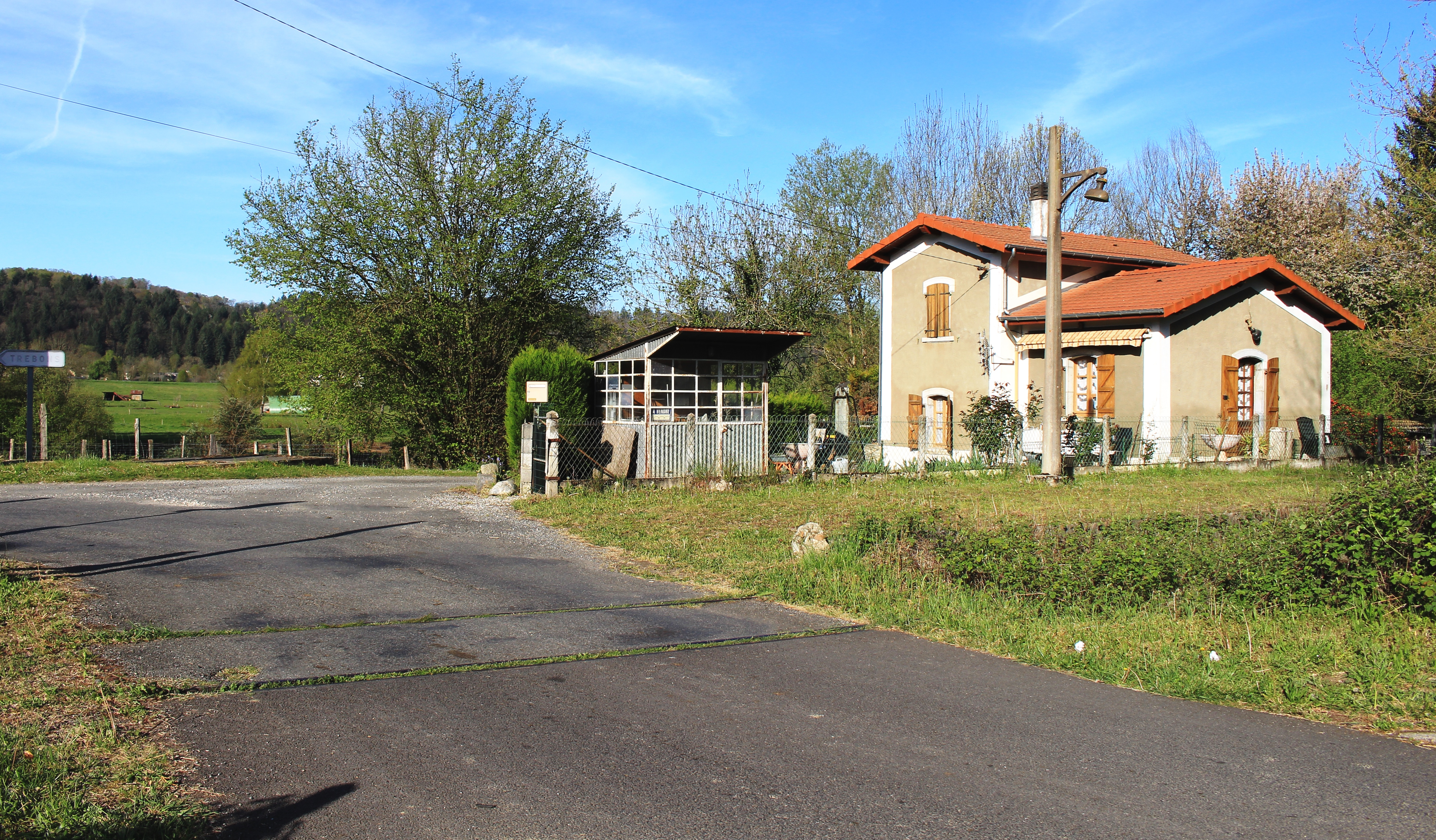
Overweg 112 bij Ordizan.